# 町村総会
町村総会（ちょうそんそうかい）は、地方自治法（昭和22年法律第67号）第94条および第95条により定められた、直接民主制を実現する制度。
町村においては、条例によって、議決機関である議会を置かず、それに代えて選挙権を有する者の総会を設けることができることとされる。なお、同法第94条では｢総会｣、第95条では｢町村総会｣と呼称が分かれているが、通常は後者が用いられる。
特別地方公共団体における財産区でも市町村の条例によって、財産区の財産又は公の施設に関する議決をする際に選挙権を有する者による財産区総会を設けることができるとされる（同法第295条・第296条）。

## 事例
過去の実例としては、旧町村制下における神奈川県足柄下郡芦之湯村（現在の箱根町の一部）の事例と、地方自治法下における東京都宇津木村（現在の八丈町の一部）の事例が報告されている。現在までのところ、町村総会の設置はこの2例のみにとどまり、2024年時点では存在しない。
宇津木村では、宇津木村議会を村条例によって廃止した1951年から、八丈村等と合併して八丈町となる1955年まで町村総会（名称は村民総会）が設置されていた。
地方自治法制定以前の参考事例ではあるが、芦之湯村では少なくとも1891年から1945年まで町村総会（名称は公民総会）が設置されていた記録が残る。
21世紀に入り、過疎化による人口減・高齢化の進んだ自治体の中には、議員のなり手がおらず議会の維持が困難といった事情から、高知県土佐郡大川村のように議会を解散して町村総会の設置を検討する動きもある。

## 沿革
- 1888年（明治21年）- 旧町村制（明治21年4月25日、法律第1号）第31条にて町村総会制度を新設し、「小町村」が対象となる。
- 1911年（明治44年）- 町村制全部改正により、町村制38条にて「特別ノ事情アル町村」が対象となる。
- 1946年（昭和21年）- 第一次地方制度改革による町村制改正（昭和21年9月27日、法律第29号）により「町村」が対象となる。
- 1947年（昭和22年）- 地方自治法第94条にて「町村」が対象となる。